# Fuse (banda)
Fuse fue una banda de rock de los Estados Unidos, formada en Rockford, Illinois, que estuvo activa entre finales de la década de los sesenta y principios de los setenta. Su principal interés radica en haber sido origen del grupo Cheap Trick y el primer grupo profesional de dos de sus futuros miembros, Rick Nielsen y Tom Petersson.

## Formación: 1967-1969
Fuse se formó en 1967 de la fusión de dos bandas locales: The Grim Reapers, y Toast & Jam. De la primera procedían Rick Nielsen (guitarra y teclados) y Joe Sundberg (cantante); y de la segunda Tom Petersson (bajo), Craig Myers (guitarra solista) y Chester "Chip" Greenman (batería). Aunque en sus anteriores grupos Rick Nielsen tocaba únicamente la guitarra, la incorporación de Myers movió a Nielsen, que tenía más dinero, a comprar un órgano Hammond y uno de los primeros mellotrones de Estados Unidos.
La banda comenzó tocando un hard rock teñido de blues al estilo de grupos entonces consagrados como Cream o The Yardbirds. El repertorio se componía de piezas británicas de la época junto con composiciones de Nielsen en las que luego colaboraba el resto del grupo. Su representante, Ken Adamany, consigue atraer el interés de las discográficas después de que actúen como teloneros de Terry Reid: en 1969 fichan por Epic y graban un sencillo, «Hound Dog/Cruisin' for Burgers» (Epic, 1969), reedición a escala nacional de una grabación que Nielsen registró anteriormente con The Grim Reapers en un sello local (Smack, 1967).

## Único álbum: 1969-1970
Editaron un álbum, Fuse (Epic, 1970, BN26502), grabado en otoño de 1969 en Columbia Studios y producido por Jackie Mills. El disco, una mezcla de hard rock convencional con detalles de rock psicodélico y lejano al futuro estilo de Cheap Trick, tuvo escasas ventas, fue ignorado por la crítica, y tampoco gustó al propio grupo.

### Lista de canciones
El LP original de 1970 consta de ocho canciones, con una duración total de 38 minutos y 28 segundos. Una reedición en CD (Rewind, 2001), añadió los temas del sencillo «Hound Dog/Cruisin' for Burgers», que no estaban incluidos en la edición de 1970, aunque aparecían erróneamente impresos en la carátula del disco.
Cara Uno
1. «Across The Skies»
2. «Permanent Resident»
3. «Show Me»
4. «To Your Health»

Cara Dos
1. «In A Window»
2. «4/4 3/4»
3. «Mystery Ship»
4. «Sad Day»

## Primera disgregación
Rick Nielsen opina así sobre la banda:

The guys we were with were all rinky dinks; they’re probably pumping gas now. Tom and I had the stick-to-it-iveness and positive thinking to know what we wanted to do, so we split the band and went off to hang out in England.... That Fuse stuff stinks. We don’t stand by it..
Los tipos con los que estábamos eran de poca monta; probablemente ahora trabajan en una gasolinera. Tom [Petersson] y yo tuvimos la entereza y el optimismo para saber qué queríamos hacer, así que deshicimos la banda y nos marchamos a pasar una temporada a Inglaterra... eso de Fuse da asco. Está olvidado.

Tom Petersson centraba sus críticas en el disco:

The band was much better than the album indicates. When it came out we were disgusted. The producer was an idiot
El grupo era bastante mejor de lo que mostraba el álbum. Cuando se editó nos llevamos un disgusto. El productor era un idiota

Frustrados por la falta de éxito, se separan en 1970, y Joe Sundberg y Craig Myers formarán el grupo Fox. Durante unos meses, Nielsen forma un grupo paralelo con Sundberg, Myers y Bun E. Carlos, procedente del grupo Toons y que será también futuro batería de Cheap Trick.
Chester "Chip" Greenman tiene una versión diferente de la historia. Según él, el grupo se separó en 1971 cuando surgieron tensiones y demandas entre el productor, su representante y la casa discográfica, que les despidió, y él comunicó a los demás su intención de abandonar el grupo.

## Nueva Formación: 1970-1972
Nielsen y Petersson, todavía junto a Craig Myers, entran en contacto con el cantante y teclista Robert "Stewkey" Antoni, y el batería Thom Mooney. Estos últimos procedían del grupo de Todd Rundgren, Nazz, con los que habían coincidido en Londres. En 1970 forman una nueva banda, que actúa con distintos nombres en sus conciertos: desde Nazz o Fuse, hasta Honey Boy Williamson and the Manchurian Blues Band. En junio de 1971 se trasladan a Filadelfia, Craig Myers abandona el grupo y Thom Mooney es reemplazado por Bun E. Carlos.
En 1972 se hacen llamar Sick Man Of Europe, y ya planean cambiar el nombre a Cheap Trick y reclutar al cantante Robin Zander que en ese momento, sin embargo, tiene un contrato vigente para interpretar versiones en un centro turístico en Wisconsin. En su lugar, y para sustituir a Robert "Stewkey" Antoni, reclutan al vocalista Randy "Xeno" Hogan. Durante 1972 y 1973 realizan una decepcionate gira europea, y regresan a Rockford.
Finalmente en 1974 Rick Nielsen, Tom Petersson y Bun E. Carlos remplazan a Hogan por Zander una vez que éste termina su contrato, pasando a llamarse definitivamente Cheap Trick.